# Коламбус Крю
Коламбус Крю (англ. Columbus Crew) — професіональний футбольний клуб, що базується у Колумбусі (США). Грає у Major League Soccer – вищому футбольному дивізіоні США і Канади. Є одним з десяти клубів, що грали в МЛС в першому сезоні після заснування. Коламбус був чемпіоном МЛС у 2008 році і тричі вигравав Supporters' Shield – нагороду для переможця регулярного чемпіонату.

## Досягнення
Кубок МЛС
- Переможець (3): 2008, 2020, 2023

Supporters' Shield
- Переможець (3): 2004, 2008, 2009

Відкритий кубок США
- Переможець (1): 2002

Конференції

Логотип клубу у 2014–2021 роках.

- Переможець Плей-оф Східної конференції (1): 2008, 2015
- Переможець Східної конференції Регулярному сезоні (3): 2004, 2008, 2009

Інші трофеї
- Нагорода МЛС за чесну гру (5): 1997, 1999, 2004, 2007, 2016
- Campeones Cup (2): 2021

Кубок Ліг Північної Америки:
- Переможець (1): 2024

Ліга чемпіонів КОНКАКАФ
- Фіналіст (1): 2024